# Segona divisió espanyola de futbol 1947-1948
Resum de l'activitat de la Temporada 1947-1948 de la Segona divisió espanyola de futbol.

## Clubs participants
| Club                      | Ciutat               | Estadi                 |
| ------------------------- | -------------------- | ---------------------- |
| CF Badalona               | Badalona             | Avinguda de Navarra    |
| Club Barakaldo            | Barakaldo            | Lasesarre              |
| CE Castelló               | Castelló de la Plana | Castalia               |
| RCD Córdoba               | Còrdova              | El Arcángel            |
| RC Deportivo La Coruña    | La Corunya           | Riazor                 |
| Club Ferrol               | Ferrol               | Inferniño              |
| Granada CF                | Granada              | Los Cármenes           |
| Hèrcules CF               | Alacant              | La Viña                |
| Llevant UE                | València             | Vallejo                |
| CD Málaga                 | Màlaga               | La Rosaleda            |
| RCD Mallorca              | Palma                | Es Fortí               |
| CD Mestalla               | València             | Mestalla               |
| Reial Múrcia              | Múrcia               | Estadi de La Condomina |
| Real Valladolid Deportivo | Valladolid           | José Zorrilla (1940)   |

## Classificació
| Pos | Equip                      | PJ | PG | PE | PP | GF | GC | DG  | Pts | Promoció o descens        |
| --- | -------------------------- | -- | -- | -- | -- | -- | -- | --- | --- | ------------------------- |
| 1   | Reial Valladolid (C, P)    | 26 | 15 | 6  | 5  | 60 | 43 | +17 | 36  | Ascens a Primera Divisió  |
| 2   | Deportivo de La Coruña (P) | 26 | 15 | 3  | 8  | 67 | 29 | +38 | 33  | Ascens a Primera Divisió  |
| 3   | Ferrol                     | 26 | 13 | 2  | 11 | 66 | 44 | +22 | 28  |                           |
| 4   | Málaga                     | 26 | 13 | 2  | 11 | 65 | 52 | +13 | 28  |                           |
| 5   | Llevant UE                 | 26 | 11 | 5  | 10 | 64 | 53 | +11 | 27  |                           |
| 6   | Hèrcules CF                | 26 | 12 | 2  | 12 | 68 | 63 | +5  | 26  |                           |
| 7   | Granada CF                 | 26 | 10 | 4  | 12 | 48 | 58 | −10 | 24  |                           |
| 8   | Mestalla                   | 26 | 10 | 4  | 12 | 59 | 65 | −6  | 24  |                           |
| 9   | Barakaldo CF               | 26 | 12 | 0  | 14 | 52 | 67 | −15 | 24  |                           |
| 10  | CF Badalona                | 26 | 10 | 4  | 12 | 63 | 76 | −13 | 24  |                           |
| 11  | Reial Múrcia               | 26 | 9  | 5  | 12 | 43 | 59 | −16 | 23  |                           |
| 12  | CE Castelló                | 26 | 10 | 3  | 13 | 48 | 60 | −12 | 23  |                           |
| 13  | RCD Mallorca (R)           | 26 | 9  | 4  | 13 | 44 | 65 | −21 | 22  | Descens a Tercera Divisió |
| 14  | Real Córdoba (R)           | 26 | 9  | 4  | 13 | 42 | 55 | −13 | 22  | Descens a Tercera Divisió |

## Resultats
| Casa \ Fora            | BAD | BAR | CAS | DEP | GRA | HER | LEV | CDM | MAL | MES | MUR | COR | RFE | VLL |
| ---------------------- | --- | --- | --- | --- | --- | --- | --- | --- | --- | --- | --- | --- | --- | --- |
| CF Badalona            | —   | 2–0 | 4–1 | 6–1 | 3–3 | 1–3 | 2–2 | 3–2 | 3–1 | 7–3 | 3–2 | 5–2 | 4–0 | 2–2 |
| Barakaldo CF           | 6–1 | —   | 5–2 | 1–0 | 3–2 | 4–0 | 3–2 | 2–1 | 4–1 | 3–2 | 4–0 | 3–0 | 4–1 | 0–3 |
| CE Castelló            | 3–0 | 5–0 | —   | 0–1 | 4–0 | 5–2 | 4–2 | 0–2 | 2–0 | 2–2 | 2–1 | 2–1 | 2–0 | 1–1 |
| Deportivo de La Coruña | 3–1 | 7–1 | 7–0 | —   | 3–0 | 2–0 | 4–0 | 2–0 | 5–0 | 6–0 | 7–1 | 6–0 | 2–0 | 0–0 |
| Granada CF             | 2–0 | 3–0 | 2–2 | 1–3 | —   | 2–1 | 3–2 | 1–3 | 5–1 | 2–0 | 4–3 | 3–2 | 4–2 | 1–0 |
| Hèrcules CF            | 3–0 | 6–2 | 5–2 | 2–1 | 5–2 | —   | 2–2 | 3–0 | 5–2 | 4–0 | 5–0 | 0–2 | 3–2 | 6–2 |
| Llevant UE             | 3–3 | 5–1 | 2–0 | 3–0 | 5–2 | 4–1 | —   | 4–1 | 8–0 | 1–0 | 3–3 | 4–2 | 5–3 | 3–0 |
| Málaga                 | 8–3 | 2–1 | 5–1 | 4–1 | 2–2 | 9–2 | 4–2 | —   | 5–1 | 3–2 | 3–2 | 2–0 | 1–1 | 2–0 |
| RCD Mallorca           | 5–3 | 3–2 | 3–0 | 1–3 | 2–1 | 3–1 | 0–0 | 2–1 | —   | 1–1 | 2–1 | 5–1 | 2–0 | 2–3 |
| Mestalla               | 6–3 | 2–0 | 1–4 | 2–0 | 5–0 | 7–3 | 2–0 | 3–2 | 3–3 | —   | 1–1 | 2–0 | 6–5 | 8–3 |
| Reial Múrcia           | 0–1 | 4–1 | 4–1 | 1–1 | 2–1 | 2–1 | 3–0 | 3–0 | 2–1 | 2–0 | —   | 2–0 | 1–4 | 0–0 |
| Real Córdoba           | 5–0 | 5–1 | 3–1 | 1–1 | 1–1 | 3–2 | 2–1 | 3–2 | 2–0 | 3–1 | 0–0 | —   | 1–3 | 1–3 |
| Ferrol                 | 3–1 | 4–0 | 3–0 | 2–0 | 3–1 | 2–1 | 5–0 | 3–1 | 1–1 | 6–0 | 9–0 | 3–0 | —   | 1–2 |
| Reial Valladolid       | 7–2 | 4–1 | 4–2 | 2–1 | 1–0 | 2–2 | 3–1 | 5–0 | 3–2 | 1–0 | 5–3 | 2–2 | 2–0 | —   |

| Golejador         | Gols | Equip            |
| ----------------- | ---- | ---------------- |
| Josep Serratusell | 31   | CF Badalona      |
| Pedro Bazán       | 29   | Málaga           |
| Julián Vaquero    | 26   | Reial Valladolid |
| José Caeiro       | 26   | Ferrol           |
| Calsita           | 20   | Hèrcules CF      |

| Porter          | Gols | Partits | Mitjana | Equip                  |
| --------------- | ---- | ------- | ------- | ---------------------- |
| Juan Acuña      | 27   | 23      | 1.17    | Deportivo de La Coruña |
| Juan Alonso     | 30   | 21      | 1.43    | Ferrol                 |
| Antonio Tapia   | 37   | 21      | 1.76    | Reial Valladolid       |
| Francisco Gómez | 23   | 13      | 1.77    | Reial Múrcia           |
| José Valero     | 21   | 11      | 1.91    | Granada CF             |

## Resultats finals
- Campió: Reial Valladolid.
- Ascens a Primera divisió: Reial Valladolid i Deportivo de La Coruña.
- Descens a Segona divisió espanyola de futbol: CE Alcoià i CE Sabadell.
- Ascens a Segona divisió: Racing de Santander i Girona FC.
- Descens a Tercera divisió: RCD Mallorca i RCD Córdoba.